# Sankt Görans hospital
För andra betydelser, se Sankt Görans hospital (olika betydelser).
Sankt Görans hospital, även Sankt Örjans hospital eller Örjansgården, var en sjukvårdsinrättning i Stockholm, som omtalas första gången 1278. Örjansgårdens verksamhet liknade i många avseenden Helgeandshuset i Stockholms med skillnaden att där vårdades människor med spetälska till sin död, ibland även med tvång. Ordet spetälska har en direkt koppling till ordet hospital eller spital, där beteckningen "den spitalske" avser "den på hospital intagne".
Det exakta läget för Sankt Örjans hospital är oklart. Enligt en uppfattning, som stöder sig på ett pantbrev från 1433, skulle hospitalet varit beläget väster om Sankt Jacobs kyrka, ungefär i Regeringsgatans avsnitt norr om Gustav Adolfs torg. Enligt en annan uppfattning, som grundar sig på åsikten att ett spetälskesjukhus borde ligga längre ut från staden, borde platsen för hospitalet ha varit på Brunkebergsåsen i trakten av nuvarande Sankt Johannes kyrka och Drottninghuset. Vid schaktarbeten för ledningar och liknande har dock inga rester påträffats.

## Historik
Omkring 1280, kort efter inrättnings första omnämnande i de historiska källorna, lät ärkebiskopen av Uppsala stift avveckla Stockholms hospital och överföra dess tillgångar till Enköpings hospital. Omkring 1418–1420 uppfördes ett nytt spetälskehospital i Stockholm som helgades åt Sankt Göran. År 1438 sammanslogs Enköpings hospital med den anläggningen i Stockholm. Den ekonomiska basen för Örjandgården, som den också kallades, utgjordes, liksom för Helgeandshuset, av ett antal fastigheter i staden och lantegendomar.
I samband med att riksföreståndare Sten Sture den äldre försvarade Stockholm mot danske kung Hans belägring år 1497, brändes hela Norrmalm och även Örjansgården ner. Hospitalet kunde dock återuppbyggas snabbt igen och var verksamt under hela resten av medeltiden.
1527 flyttades hospitalet till det då utrymda Gråbrödraklostret på Gråmunkeholmen, sedan 1600-talet känd som Riddarholmen. Dit flyttades även Stockholms Helgeandshus.

## Föreståndare
- 1419: Henrik Dingstede
- 1493: Anders Svensson Bjur
- 1516–1517: Anders Olsson
- 1518–1520: Anders Ruth